# إدوارد هال
إدوارد هال (بالإنجليزية: Edward Hall)‏ هو مخرج بريطاني، ولد في 27 نوفمبر 1966 في لندن في المملكة المتحدة.

## وصلات خارجية
- إدوارد هال على موقع IMDb (الإنجليزية)
- إدوارد هال على موقع ألو سيني (الفرنسية)
- إدوارد هال على موقع أول موفي (الإنجليزية)
- إدوارد هال على موقع قاعدة بيانات برودواي على الإنترنت (الإنجليزية)
- إدوارد هال على موقع قاعدة بيانات الأفلام السويدية (السويدية)
- إدوارد هال على موقع كينوبويسك (الروسية)